# Aino Kröger
Aino Kröger, född den 28 augusti 1998, är en finländsk fotbollsspelare.

## Biografi
Aino Kröger inledde sin seniorkarriär i det finländska laget KuPS år 2019. Hon har även representerat det finländska damlandslaget där hon debuterade 2025.